# Wereldkampioenschappen schoonspringen 2017 – driemeterplank synchroon mannen
Het synchroonspringen vanaf de driemeterplank voor mannen tijdens de wereldkampioenschappen schoonspringen 2017 vond plaats op 15 juli 2017 in de Danube Arena in Boedapest.

## Uitslag
Finalisten zijn de eerste 12 genoemde deelnemers, aangegeven met groen.
| Rang | Land                | Namen                                | Voorronde | Voorronde | Finale        | Finale        |
| Rang | Land                | Namen                                | Punten    | Rang      | Punten        | Rang          |
| ---- | ------------------- | ------------------------------------ | --------- | --------- | ------------- | ------------- |
| 1    | Rusland             | Jevgeni Koeznetsov Ilja Zacharov     | 436.86    | 2         | 450.30        | 1             |
| 2    | China               | Cao Yuan Xie Siyi                    | 438.84    | 1         | 443.40        | 2             |
| 3    | Oekraïne            | Oleg Kolodij Illja Kvasja            | 398.91    | 6         | 429.99        | 3             |
| 4    | Verenigd Koninkrijk | Jack Laugher Chris Mears             | 401.88    | 5         | 418.20        | 4             |
| 5    | Duitsland           | Stephan Feck Patrick Hausding        | 397.65    | 7         | 415.35        | 5             |
| 6    | Verenigde Staten    | Sam Dorman Michael Hixon             | 410.10    | 3         | 409.05        | 6             |
| 7    | Mexico              | Rodrigo Diego Adan Zúñiga            | 383.88    | 10        | 397.17        | 7             |
| 8    | Zuid-Korea          | Kim Yeong-nam Woo Ha-ram             | 378.75    | 8         | 396.90        | 8             |
| 9    | Canada              | Philippe Gagné François Imbeau-Dulac | 404.43    | 4         | 390.06        | 9             |
| 10   | Maleisië            | Chew Yiwei Ooi Tze Liang             | 384.69    | 9         | 370.77        | 10            |
| 11   | Italië              | Gabriele Auber Lorenzo Marsaglia     | 374.40    | 12        | 368.64        | 11            |
| 12   | Australië           | Matthew Carter Kevin Chávez          | 377.91    | 11        | 357.33        | 12            |
| 13   | Spanje              | Nicolás García Héctor García         | 372.30    | 13        | Uitgeschakeld | Uitgeschakeld |
| 14   | Zwitserland         | Guillaume Dutoit Simon Rieckhoff     | 369.45    | 14        | Uitgeschakeld | Uitgeschakeld |
| 15   | Polen               | Kacper Lesiak Andrzej Rzeszutek      | 351.93    | 15        | Uitgeschakeld | Uitgeschakeld |
| 16   | Wit-Rusland         | Yauheni Karaliou Mikita Tkachou      | 341.01    | 16        | Uitgeschakeld | Uitgeschakeld |
| 17   | Singapore           | Mark Lee Timothy Lee                 | 335.52    | 17        | Uitgeschakeld | Uitgeschakeld |
| 18   | Colombia            | Alejandro Arias Sebastián Morales    | 326.79    | 18        | Uitgeschakeld | Uitgeschakeld |
| 19   | Georgië             | Sandro Melikidze Tornike Onikashvili | 316.14    | 19        | Uitgeschakeld | Uitgeschakeld |
| 20   | Chili               | Diego Carquin Donato Neglia          | 295.23    | 20        | Uitgeschakeld | Uitgeschakeld |
| 21   | Monaco              | Lei Wai Shing Leong Kam Cheong       | 274.17    | 21        | Uitgeschakeld | Uitgeschakeld |